# Maestà cesarea
Sua maestà cesarea era un trattamento usato sporadicamente come appellativo del sacro romano imperatore per poi diventare titolo abituale, riservato al sacro imperatore germanico.
Il termine maestà cominciò a diffondersi nel medioevo come appellativo delle somme monarchie, come veniva percepito l'impero, anche se inizialmente veniva rivolto soprattutto a Dio. A partire dal 1500 l'uso venne a diffondersi nei confronti dei re. Per l'imperatore si fuse allora con il termine di tradizione dell'impero romano Cesare e nacque l'uso di appellare l'imperatore Maestà cesarea. Ad esempio già con Carlo V gli atti facevano riferimento a tale epiteto. In Russia sulla stessa falsariga nel 1563 si creò il titolo di zar, diffuso poi nel mondo slavo mentre la Germania nel 1870 adottò quello di Kaiser.
Quest'uso si conservò per tutta la durata dell'impero per essere abbandonato quando nel 1806 cessò l'impero formalmente elettivo sostituito dall'impero ereditario austriaco.
Per gli altri imperi come quello giapponese ora ancora esistente non si usa il titolo di maestà cesarea, ma quello di maestà imperiale.